# Allograpta argentipila
Allograpta argentipila är en tvåvingeart som först beskrevs av Fluke 1942.  Allograpta argentipila ingår i släktet Allograpta och familjen blomflugor. Inga underarter finns listade i Catalogue of Life.